# Zaḯmi
Zaḯmi är en ort i Grekland.   Den ligger i prefekturen Nomós Kardhítsas och regionen Thessalien, i den centrala delen av landet, 210 km nordväst om huvudstaden Aten. Zaḯmi ligger 145 meter över havet och antalet invånare är 526.
Terrängen runt Zaḯmi är platt åt nordost, men åt sydväst är den kuperad.Runt Zaḯmi är det glesbefolkat, med 16 invånare per kvadratkilometer. Närmaste större samhälle är Karditsa, 7,4 km norr om Zaḯmi. Trakten runt Zaḯmi består till största delen av jordbruksmark.